# サウスイースタン・チャンピオンシップ・レスリング
サウスイースタン・チャンピオンシップ・レスリング（Southeastern Championship Wrestling）は、かつてアメリカ合衆国のアラバマ州やメキシコ湾岸を拠点としていたNWA傘下のプロレス団体。1980年代中盤からはコンチネンタル・チャンピオンシップ・レスリング（Continental Championship Wrestling）の名称で活動していた。
本項では、前身のガルフ・コースト・チャンピオンシップ・レスリング（Gulf Coast Championship Wrestling）および後継団体のコンチネンタル・レスリング・フェデレーション（Continental Wrestling Federation）についても記述する。

## 概要

### ガルフ・コースト時代
テネシー州のプロモーターだったニック・グラスとロイ・ウェルチが築いたテリトリーを起源に、ウェルチの息子のバディ・フラーが1953年に設立。テネシー東部のノックスビルからアラバマ南部のドーサンおよびモービル、フロリダ北西部のペンサコーラまでをテリトリーとして、1957年にはフラッグシップ・タイトルのNWAガルフ・コースト・ヘビー級王座を認定。その後、1959年にバディ・フラーの従兄弟のリー・フィールズがメキシコ湾岸の興行権を買収、ガルフ・コースト・チャンピオンシップ・レスリング（GCCW）のブランドネームのもと、1962年にはNWAアラバマ・ヘビー級王座が創設された。同王座は翌1963年、リー・フィールズの兄弟である王者ドン・フィールズが交通事故で引退したため空位となるが、1969年に復活し、1970年代はケン・ルーカス、リップ・タイラー、エディ・サリバン、ボブ・スウィータン、リッキー・ギブソン、クルト・フォン・ヘスなどのレスラーによってタイトルが争われた。

### サウスイースタン時代
1974年11月、バディ・フラーの息子のロン・フラーがノックスビルの興行権を引き継ぎ、サウスイースタン・チャンピオンシップ・レスリング（SECW）の名称で団体を設立。NWAサウスイースタン・ヘビー級王座をフラッグシップ・タイトルに、ミッドアメリカ地区を牛耳っていたニック・グラスとも提携してアラバマ州バーミングハムの権利も獲得し、1978年にはリー・フィールズからGCCWを買収。これにより、テネシー東部からアラバマ一帯およびメキシコ湾岸のフロリダ北西部までのテリトリーを掌握した（ノックスビルの興行権は1980年に手放すが、1986年に再取得している）。
買収後、GCCWが認定していたアラバマ・ヘビー級王座はそのままSECWに引き継がれたが、ガルフ・コースト・ヘビー級王座はサウスイースタン・ヘビー級王座の「南部版」となった。このため、ノックスビルを拠点とする旧来版（北部版）とドーサンやモービルを拠点とする南部版の2つのサウスイースタン・ヘビー級王座が認定されることとなったが、1980年に旧来版に統一されている（ノックスビルの権利は同年に売却されたため、防衛戦は主にバーミングハムにて行われた）。なお、南部版の王座にはボブ・アームストロング、モンゴリアン・ストンパー、デビッド・シュルツ、オックス・ベーカー、オースチン・アイドル、テリー "ザ・ハルク" ボールダーなどが戴冠している。
フラッグシップ・タイトルである旧来版のサウスイースタン・ヘビー級王座は、南部版との統一前はロン・フラー、ロバート・フラー、ジミー・ゴールデン、ロニー・ガービン、ジェリー・ローラー、ボリス・マレンコ、アレックス・スミルノフ、トール・タナカ、ディック・スレーター、スターリング・ゴールデン、キラー・カール・コックス、オレイ・アンダーソン、統一後はジェリー・スタッブス、ロン・バス、ジャック・ルージョー・ジュニア、ジョー・ルダック、ウェイン・ファリス、ミスター・サイトー、テリー・ゴディ、エイドリアン・ストリート、ダッチ・マンテルなどが獲得しており、ボブ・アームストロングやモンゴリアン・ストンパーのように南部版にも戴冠した選手や、アラバマ・ヘビー級王座を獲得した選手も少なくない。若手時代のハルク・ホーガンは、テリー "ザ・ハルク" ボールダーとして南部版、スターリング・ゴールデンとして旧来版（北部版）のサウスイースタン・ヘビー級王者になっている。
1984年からは新たにNWAコンチネンタル・ヘビー級王座も認定され、同年5月21日にバーミングハムにてマイケル・ヘイズを破ったロン・フラーが初代王者に就いた。

### コンチネンタル時代
1985年、団体名をコンチネンタル・チャンピオンシップ・レスリング（CCW）と変更。一度は手放していたノックスビルの興行権も買い戻し、オースチン・アイドル、トミー・リッチ、ブラッド・アームストロングらを主軸に、NWA世界ヘビー級王者のリック・フレアーも招聘するなどしたが、他のローカル・テリトリーと同様、ビンス・マクマホンによるWWFの全米侵攻の余波を受けて団体の経営は悪化。同時期、同じ南東部のジョージア地区やフロリダ地区がジム・クロケット・プロモーションズに買収されたように、ロン・フラーも1988年にモンゴメリーのUHF局WCOV-TVのデビッド・ウッズにCCWを売却。以後、新オーナーのもと後継団体のコンチネンタル・レスリング・フェデレーション（CWF）が発足し、CCWが認定していたサウスイースタン・ヘビー級王座は封印、コンチネンタル・ヘビー級王座はCWFヘビー級王座と改称され、トム・プリチャードやデニス・コンドリーなどが戴冠したが、1989年にCWFも活動を停止した。

## タイトル
- NWAアラバマ・ヘビー級王座
- NWAアラバマ・タッグ王座
- NWAアラバマ・ジュニアヘビー級王座
- NWAサウスイースタン・ヘビー級王座
- NWAサウスイースタン・タッグ王座
- NWAサウスイースタンTV王座
- NWAサウスイースタン・ブラスナックル王座
- NWAサウスイースタン・6人タッグ王座
- NWAサウスイースタン・ヘビー級王座（南部版）
- NWAサウスイースタン・タッグ王座（南部版）
- NWAサウスイースタンTV王座（南部版）
- NWAコンチネンタル・ヘビー級王座
- NWAコンチネンタル・タッグ王座
- NWAガルフ・コースト・ヘビー級王座
- NWAガルフ・コースト・タッグ王座
- NWAガルフ・コースト・ブラスナックル王座
- NWAガルフ・コースト・6人タッグ王座
- NWAガルフ・コースト・マーシャルアーツ王座
- NWA USジュニアヘビー級王座（アラバマ版）
- NWA USタッグ王座（アラバマ版）
- CWFヘビー級王座
- CWFタッグ王座